# A3高速公路 (塞爾維亞)
A3高速公路，是塞爾維亞一條高速公路，東起首都貝爾格萊德，穿越斯雷姆地區，西至克羅地亞邊境（A3高速公路）。
公路始建於1950年，是兄弟友谊和团结公路的一部份，1977年和1987年分別完成貝爾格萊德至斯雷姆斯卡米特羅維察以及斯雷姆斯卡米特羅維察至希德的拓寬工程。2006年全線通車。全長92.5公里。
公路是歐洲E70公路的一部份。